# Villa del Rosario
Villa del Rosario és un municipi i ciutat colombià localitzat en la part oriental del departament de Norte de Santander. És part de l'Àrea Metropolitana de Cúcuta. El municipi limita al nord amb Veneçuela i el municipi de Cúcuta, al sud pels municipis de Ragonvalia i Chinácota, a l'est per Veneçuela i a l'oest pel municipi de Los Patios.
Aquesta àrea té una estació seca pronunciada. Segons la classificació climàtica de Köppen, Villa del Rosario té un clima de la sabana.

## Història
El seu fundador fou Don Asencio Rodriguez el 1750.
Al voltant de 1760 diverses granges van ser establertes en l'àrea ara coneguda com a Rosario Viejo. El 15 de juliol de 1771, els residents de les valls es van reunir per formalitzar la creació de la parròquia, fent la petició a Carles IV de que fos concedit el títol de Vila pel poblament.
El 18 de maig de 1792, fou concedit el títol de "Noble, Leal y Valerosa Villa" a la parròquia de Nostra Senyora del Rosari. Fou de la Villa el general Francisco de Paula Santander, conegut com a militar i legislador, que va destacar en l'administració pública de la República i en la fundació de la democràcia de Colòmbia.